# Cremnago
Cremnago (Cremnagh o Calnach in dialetto brianzolo, AFI: [kremˈnɑːk] o [kalˈnɑːk]) è una frazione geografica del comune italiano di Inverigo posta a sudovest del centro abitato, verso Carugo.

## Storia
Cremnago fu un antico comune del Milanese.
Ludovico Riva (esponente di un ramo della nobile famiglia Riva Finoli di Oggiono) nei primi anni del 1700 deteneva oltre il 24% del perticato di Cremnago di cui era maggior possidente. La famiglia Perego, che nei secoli successivi legò il suo nome indissolubilmente alla storia di Cremnago, in quegli anni era proprietaria invece di meno del 10%. La casa dei Riva (de Rippa), proprietari di ben un quarto del paese, era posta all'inizio del borgo, in un'area assai ampia di circa 8.500 m² che comprendeva anche le case coloniche e soprattutto l'oratorio pubblico di San Giuseppe che la famiglia Riva edificò all'interno dei propri possedimenti ed aprì alla pubblica venerazione. 
Registrato agli atti del 1751 come un villaggio di soli 50 abitanti saliti però ad oltre 300 nel 1786, nel 1797, quando contava 394 residenti, a titolo sperimentale fu per la prima volta sottoposto al capoluogo lariano.
Portato definitivamente sotto Como nel 1801, alla proclamazione del Regno d'Italia nel 1805 risultava avere 405 abitanti. Nel 1809 il municipio fu soppresso su risultanza di un regio decreto di Napoleone che lo unì per la prima volta ad Inverigo, ma il Comune di Cremnago fu restaurato nel 1816 dagli austriaci dopo il loro ritorno. Nel 1853 risultò essere popolato da 627 anime salite a 828 nel 1871. Il censimento del 1921 registrò 1131 residenti, ma il 25 marzo 1929 il regime fascista decise la definitiva soppressione del municipio aggregandolo nuovamente ad Inverigo seguendo l'antico modello napoleonico.
Nella prima metà di agosto, a partire dal 1970, nei pressi della Chiesetta del Lazzaretto che si trova nella parte di Cremnago che si estende nella Val Sorda, verso il confine con Brenna e Carugo, ha luogo la Festa del Lazzaretto. Questa rappresenta una delle più longeve sagre gastronomiche del territorio dove è possibile trovare piatti tipici e specialità gastronomiche brianzole.